# Khandbari
Khandbari, ook Khadbari, is een stad (Engels: municipality; Nepalees: nagarpalika) in het noordoosten van Nepal, en tevens de hoofdstad van het district Sankhuwasabha. Het ligt in een vrij bergachtig gebied.
De stad ligt 190 kilometer ten oosten van de hoofdstad Kathmandu.